# Mary Robinson
Mary Therese Winifred Robinson (în irlandeză Máire Mhic Róibín; înainte de căsătorie Bourke; n. 21 mai 1944, Ballina⁠(d), Connacht⁠(d), Irlanda) este un om politic irlandez care a fost al șaptelea președinte al Irlandei în perioada decembrie 1990 – septembrie 1997 și prima femeie aleasă în această funcție în Irlanda. Înainte de alegerile prezidențiale, Robinson a fost senator în Seanad Éireann din 1969 și 1989 și un consilier local la Dublin Corporation din 1979 până în 1983. A fost afiliată pentru scurt timp cu Partidul Laburist, dar a devenit primul candidat independent care a câștigat președinția și primul care nu a avut sprijinul lui Fianna Fáil. După perioada ei ca președinte, Robinson a devenit Înaltul Comisar al Națiunilor Unite pentru Drepturile Omului din 1997 până în 2002.
Ca senator și avocat Robinson a avut mai multe campanii sociale de succes. Ea a fost implicată în dezincriminarea homosexualității, legalizarea contracepției, legalizarea divorțului, permițând femeilor să fie jurați și asigurînd dreptul la asistență juridică în cauzele juridice civile din Irlanda. Ea a fost cel mai popular președinte al Irlandei, având la un moment dat un rating de aprobare de 93% în rândul electoratului.
În timpul mandatului său de Înalt Comisar, ea a vizitat Tibetul (1998), primul Înalt Comisar care a făcut acest lucru; ea a criticat politica de imigrare a Irlandei; și a criticat folosirea pedepsei capitale în Statele Unite. După ce a părăsit Organizația Națiunilor Unite în 2002, Robinson a înființat Realizing Rights: the Ethical Globalization Initiative, care s-a încheiat în 2010.
Robinson a fost Cancelar al Universității din Dublin din 1998 până în 2019 și ca președinte de onoare al Oxfam din 2002 până când a demisionat în 2012.
În 2010 Robinson a fondat The Mary Robinson Foundation – Climate Justice și a continuat să rămână activă în campania globală pe problemele drepturilor civile. Din 2005 ea este președintele de onoare al Centrului Interuniversitar European pentru Drepturile Omului și Democratizare EIUC. A fost președintă a Institutului Internațional pentru Mediu și Dezvoltare (IIED) și este, de asemenea, membru fondator al Consiliului Femeilor Lideri Mondiali.

## Recunoaștere
În 1991 și în 2001 Robinson a fost distinsă cu titluri de Doctor honoris causa la Universitatea Brown, Universitatea din Cambridge, Universitatea din Liverpool și Universitatea Nova din Lisabona. La 22 ianuarie 2000, ea a primit aceeași distincție de la Facultatea de Drept a Universității Uppsala, Suedia. În 2004, ea a primit o diplomă onorifică de la Universitatea McGill. 

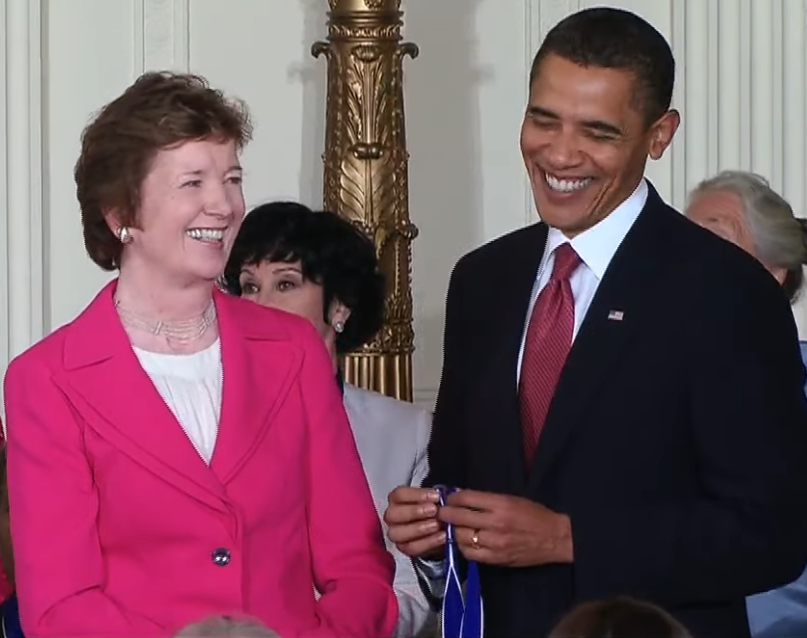
Robinson primește Medalia prezidențială pntru libertate de la Barack Obama

În iulie 2009 i s-a acordat Medalia prezidențială pentru libertate, cea mai înaltă onoare civilă acordată de Statele Unite.